# Gold Coast Football Club
Gold Coast Football Club, communément appelé The Suns (les soleils) est une franchise de football australien basé sur la Gold Coast australienne. La franchise fut créée en 2009 en même temps que les Giants du Greater Sydney dans le cadre de l'élargissement de l'Australian Football League. L'équipe joue ses matchs à domicile au Metricon Stadium basé dans la ville de Carrara. Au sein de l'effectif des Suns on remarque notamment la présence de l'ancien joueur de rugby Karmichael Hunt qui a joué pour le Biarritz olympique en Top 14. Il est le seul joueur de l'ère moderne à avoir joué à haut niveau au rugby à XIII(championnat australien), au rugby à XV (championnat français) et au football australien.

## Histoire
Gold Coast Football Club joutait depuis plusieurs années dans la ligue locale de l'état du Queensland. En 2011, le club intègre la très prestigieuse AFL et devient ainsi le deuxième club de l'état du Queensland à intégrer le championnat australien. 